# Stanisław Bombik
Stanisław Bombik (ur. 5 sierpnia 1939 w Rybniku) – polski żużlowiec.

## Kariera sportowa
Sport żużlowy uprawiał w latach 1963–1971, reprezentując barwy klubów: Górnik Rybnik (1963–1964) oraz Kolejarz Opole (1965–1971).
Trzykrotny medalista drużynowych mistrzostw Polski: dwukrotnie złoty (1963, 1964) oraz brązowy (1970). Finalista indywidualnych mistrzostw Polski (Gorzów Wielkopolski 1970 – V miejsce). 